# Perast
Perast (cyr. Пераст, wł. Perasto) – miasto portowe w Czarnogórze, w gminie Kotor. W 2011 roku liczyło 269 mieszkańców.
Jest położone na wybrzeżu Zatoki Kotorskiej, u podnóża góry Kason (873 m), naprzeciwko cieśniny Verige.

## Historia

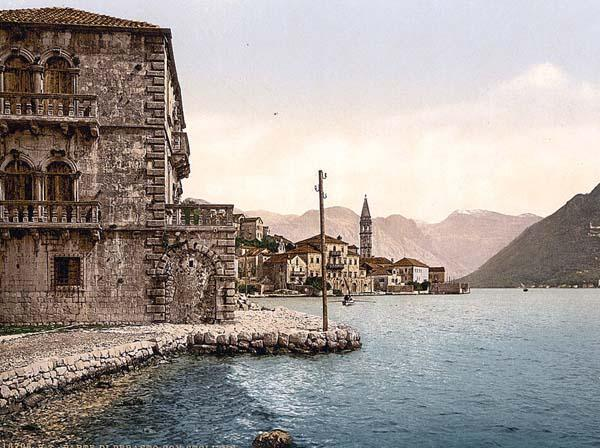
Nabrzeże w Peraście – austriacka pocztówka z 1900 roku.

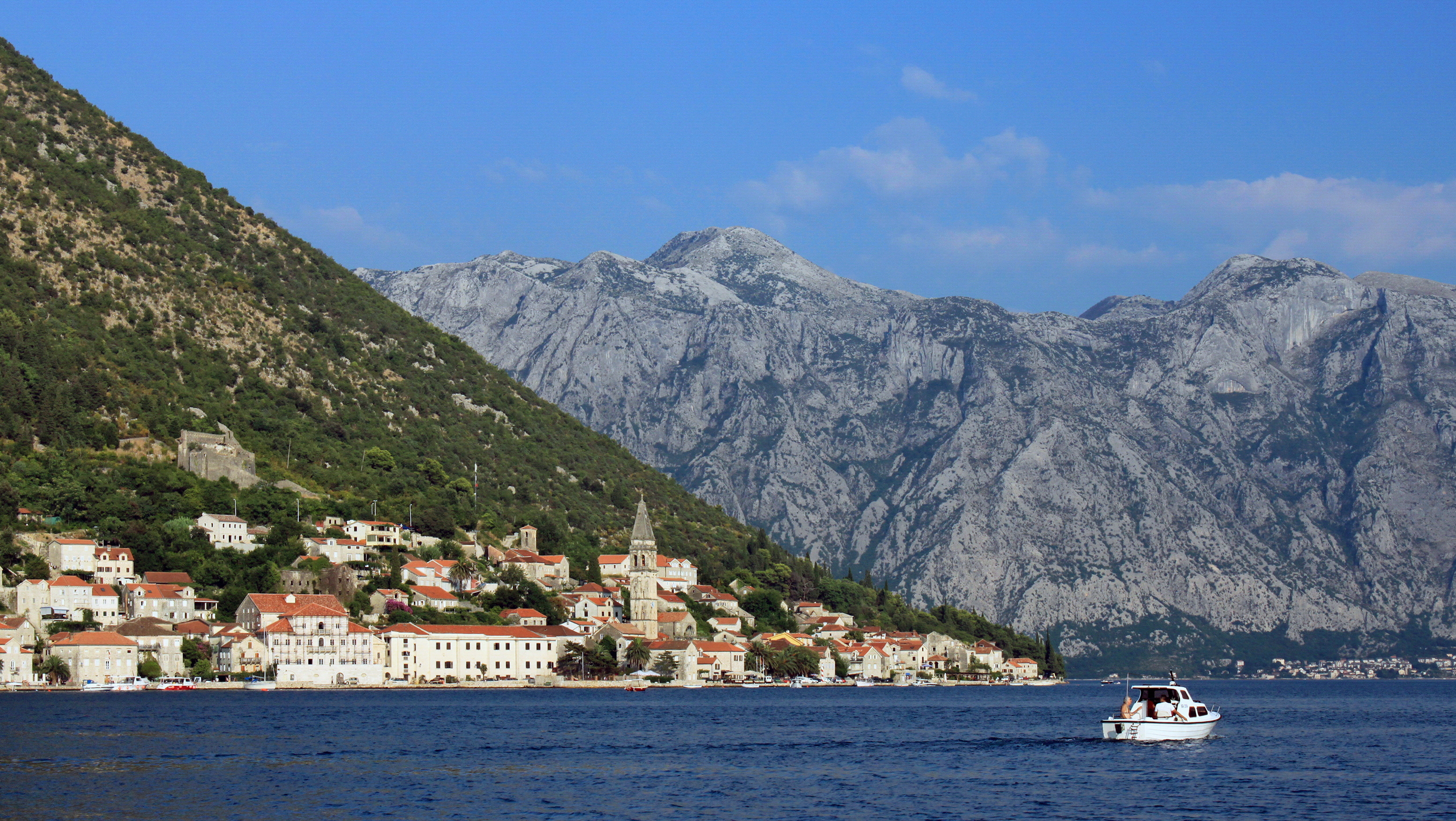
Perast od strony morza

Nazwa miejscowości wywodzi się od jej założycieli – iliryjskiego plemienia Pirustów. Miejscowość od samego początku była związana z morzem. Już w 1336 r. powstała tu stocznia, funkcjonująca do roku 1813. W 1624 r. Perast najechali piraci z Ulcinja, którzy doszczętnie go splądrowali i wzięli wielu mieszkańców do niewoli. W latach 1420–1797, Perast (wówczas zwany w języku weneckim Perasto) wraz z resztą Zatoki Kotorskiej należał do Republiki Weneckiej, jako część tzw. Albanii Weneckiej. Miasto swój największy rozkwit przeżywało w XVII i XVIII w. Wówczas wybudowano większość do dziś istniejących budowli, w tym barokowe pałace bogatych rodów i 18 katolickich i prawosławnych świątyń – wszystkie w typowej wówczas dla tego regionu architekturze weneckiej. Miasta, w przeciwieństwie do innych w regionie, nie chronił mur obronny, jedynie sieć 9 wież obronnych oraz wybudowana w 1570 r. forteca św. Krzyża. W XVII wieku w Peraście mieściła się słynna szkoła morska, do której car Rosji, Piotr Wielki wysłał w 1698 r. 17 kandydatów, którzy zostali później dowódcami jego floty. Z flotą rosyjską związał się również urodzony w Peraście Matija Zmajević (1680-1735), który został admirałem floty bałtyckiej Piotra Wielkiego. To pod jego dowództwem Rosjanie pokonali Szwedów w 1720 roku w bitwie morskiej pod Granhamn. Z Perastu pochodziło również wielu innych sławnych żeglarzy, a także słynny kartograf Adriatyku A. Grubas. Szczyt rozwoju Perastu przypada na wiek XVIII, kiedy posiadał on 4 stocznie, flotę złożoną z ok. 100 statków i zamieszkany był przez 1600 osób.
Po upadku Republiki Weneckiej i pokoju w Campo Formio w 1797 r., Perast (wraz z całym regionem) stał się częścią Monarchii Habsburgów. W ciągu następnych kilkunastu lat epoki napoleońskiej, miasto zajmowały różne wojska, wpierw francuskie, później rosyjskie, potem ponownie francuskie. Po Kongresie wiedeńskim w 1815 r. Perast (wraz z całym regionem) stał się częścią Królestwa Dalmacji, będącego krajem koronnym Cesarstwa Austrii. Po zakończeniu I wojny światowej miasto stało się częścią nowo powstałego Państwa Słoweńców, Chorwatów i Serbów, przekształconego miesiąc później w Królestwo Serbów, Chorwatów i Słoweńców, a od 1929 r. funkcjonującego pod nazwą Królestwo Jugosławii. Podczas włoskiej okupacji w latach 1941–1943 miasto było częścią Prowincji Kotorskiej (Provincia di Cattaro), jednej z trzech prowincji w Gubernatorstwie Dalmacji. Po zakończeniu II wojny światowej Perast wszedł w skład Socjalistycznej Republiki Czarnogóry, będącej częścią składową tzw. drugiej Jugosławii. W latach 1992–2003 wchodził w skład Federalnej Republiki Jugosławii, a później w latach 2003–2006 Serbii i Czarnogóry.
Podczas wielkiego trzęsienia ziemi w kwietniu 1979 r. miasteczko zostało poważnie uszkodzone. Do dzisiaj nie zostało w pełni odbudowane. Perast wraz z Kotorem i innymi okolicznymi miejscowościami został w październiku 1979 r. wpisany na listę światowego dziedzictwa UNESCO jako część tzw. Przyrodniczego i Kulturowo-Historycznego Regionu Kotoru.

## Zabytki
W pobliżu miasta, w zatoce, znajdują się dwie charakterystyczne wysepki: Sveti Đorđe (Wyspa św. Jerzego, nazywana przez niektórych Wyspą Umarłych ze względu na rosnące na niej cyprysy, przypominające te z obrazu Arnolda Böcklina) i Gospa od Škrpjela (Wyspa Matki Boskiej na Skale) – jedyna sztucznie utworzona wyspa na Adriatyku, z barokowym kościołem.
W samym mieście znajdują się liczne zabytki z czasów Republiki Weneckiej. Wśród nich są:
– świątynie:
- Kościół św. Mikołaja z XVII w., z najwyższą na całym wschodnim wybrzeżu Adriatyku dzwonnicą;
- Kościół św. Marka z 1760 r.;
- Kościół św. Antoniego z klasztorem franciszkanów, z 1679 r.;
- Kościół Matki Boskiej Różańcowej z ośmioboczną dzwonnicą, z 1678 r.;
- Kościół św. Jana Chrzciciela – zbudowany w 1592 r., później przebudowany;
- Cerkiew prawosławna Narodzenia Najświętszej Bogarodzicy z 1757 r.

– pałace niegdyś bogatych rodów, m.in.:
- pałac rodu Zmajević – zwany także pałacem biskupim, gdyż ostateczny kształt budowli nadał w 1664 r. arcybiskup barski Andrija Zmajević. Na wmurowanych marmurowych tablicach wyryte są sentencje i wskazówki etyczne zapisane łaciną. Wnętrze budynku zdobiły niegdyś freski, które wykonał pochodzący z Perastu malarz Tripo Kokolja. Uległy jednak zniszczeniom w trakcie trzęsienia ziemi z 1979 r.
- pałac rodu Smekija – zwany potocznie Smeća, wybudowany w 1764 r. Trzypiętrowy pałac, wykonany jest z kurčulańskiego kamienia i zwrócony fasadą do morza. Parter budynku jest wysunięty do przodu, nad nim znajduje się taras, a powyżej dwa balkony z barokowymi balustradami.
- pałac braci Bujović – barokowy pałac z 1649 r. Po trzęsieniu ziemi z 1979 r. pałac gruntownie odbudowano na specjalną prośbę sekretarza generalnego UNESCO Amadou-Mahtara M’Bowa. Dziś mieści się tu muzeum, prezentujące bogatą przeszłość miasta, związaną głównie z tematyką marynistyczną.
- pałac Viskoviciów.

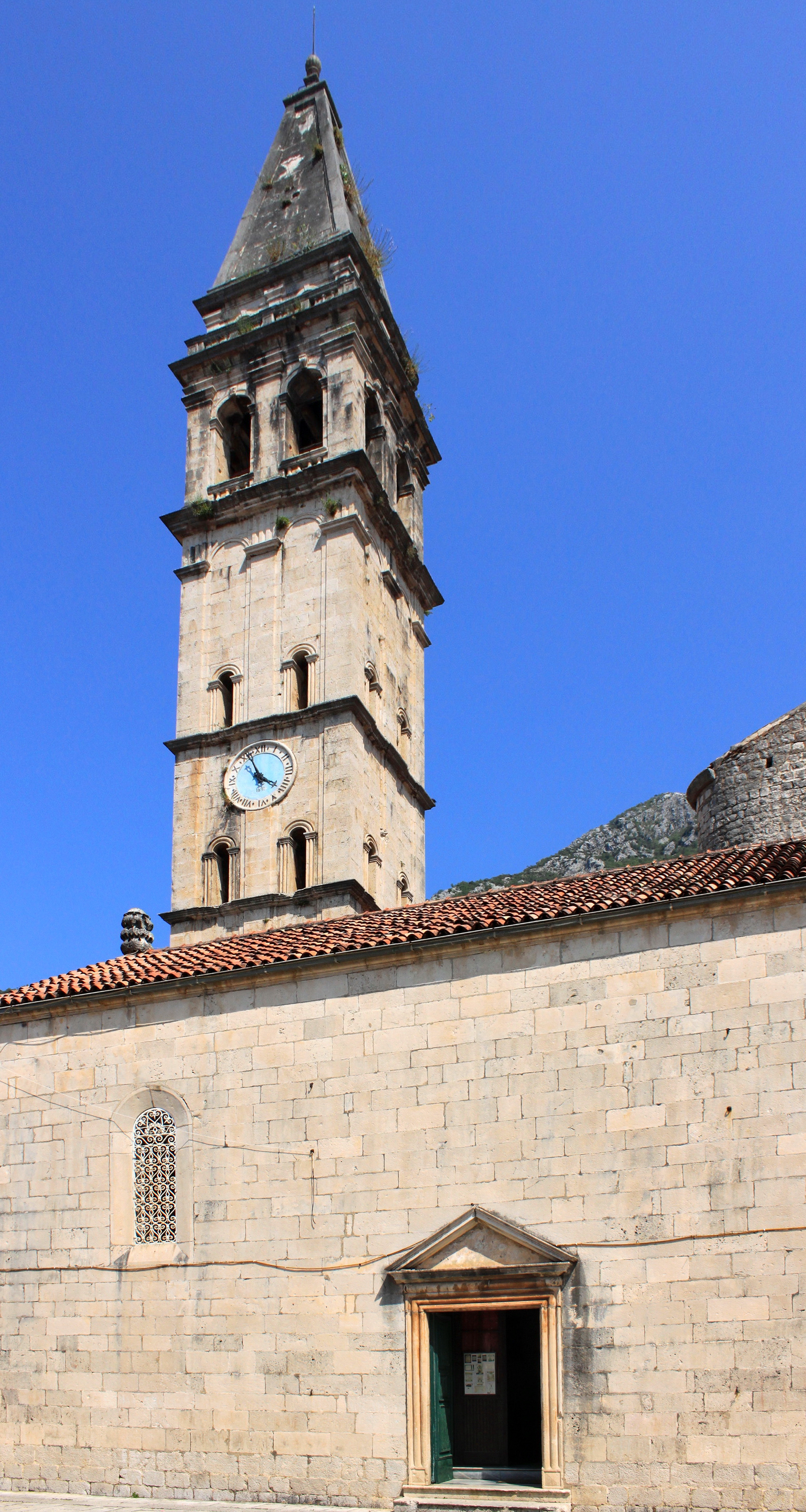
Kościół św. Mikołaja
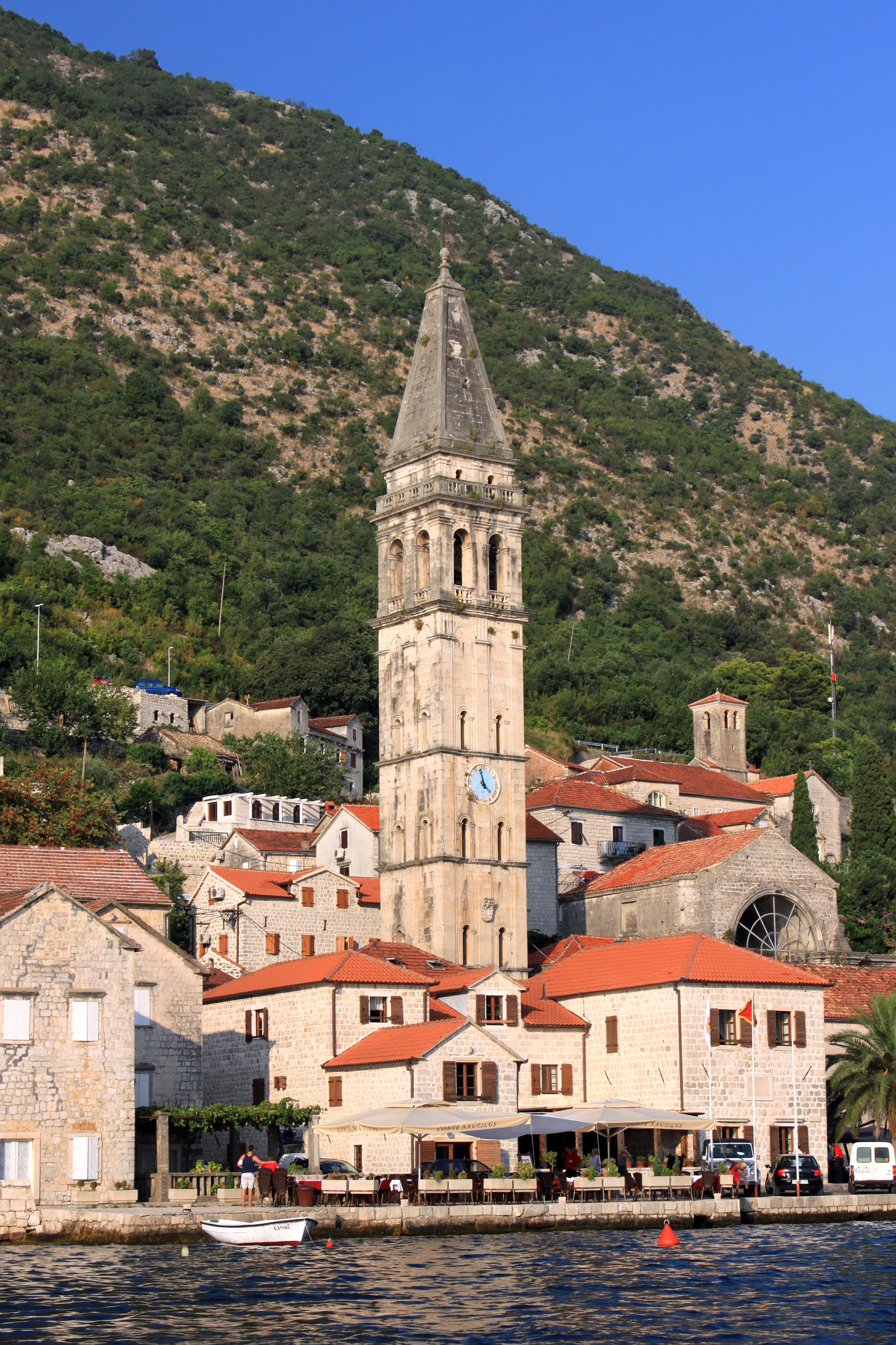
Dzwonnica kościoła św. Mikołaja od strony morza
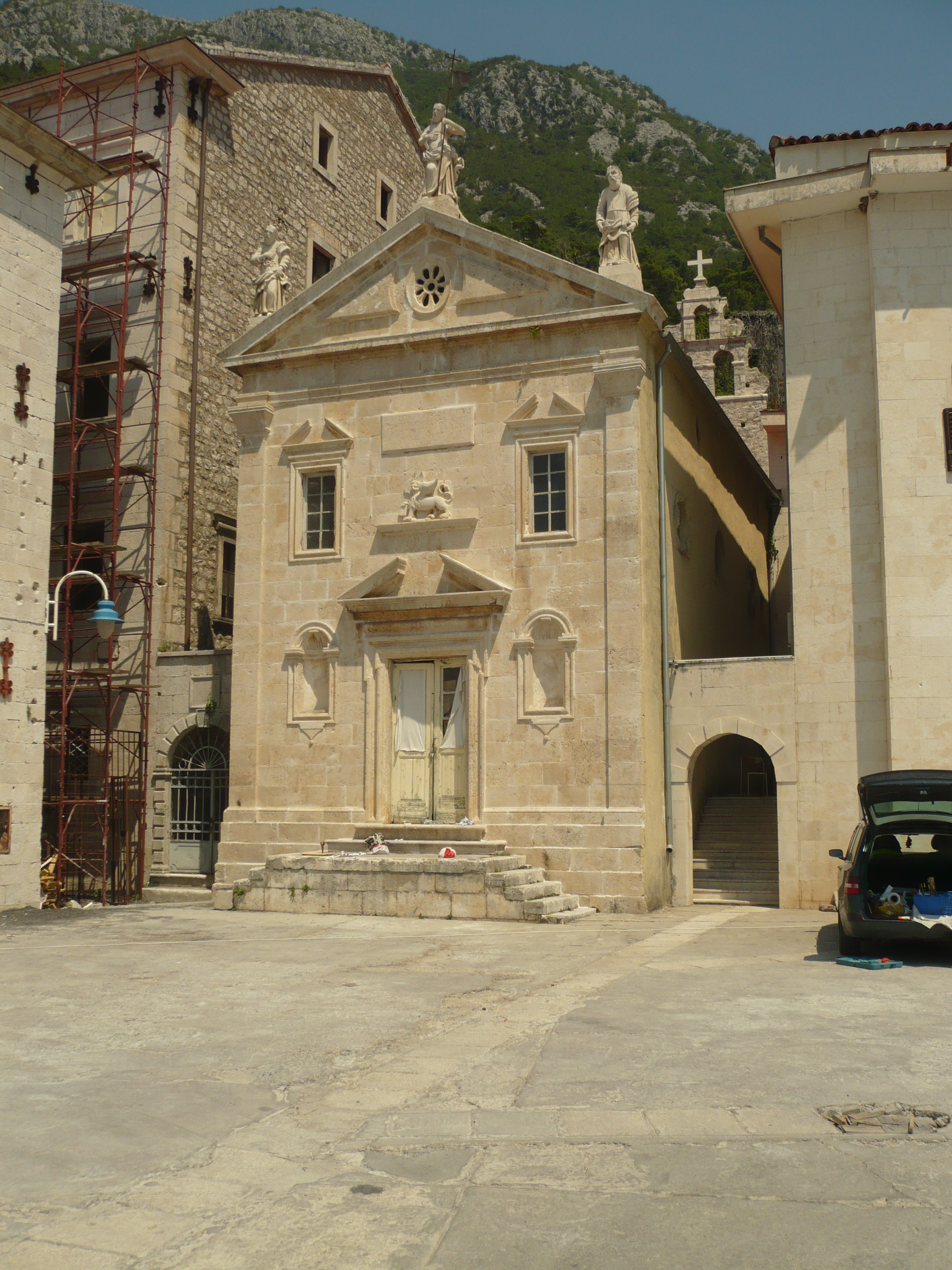
Kościół św. Marka
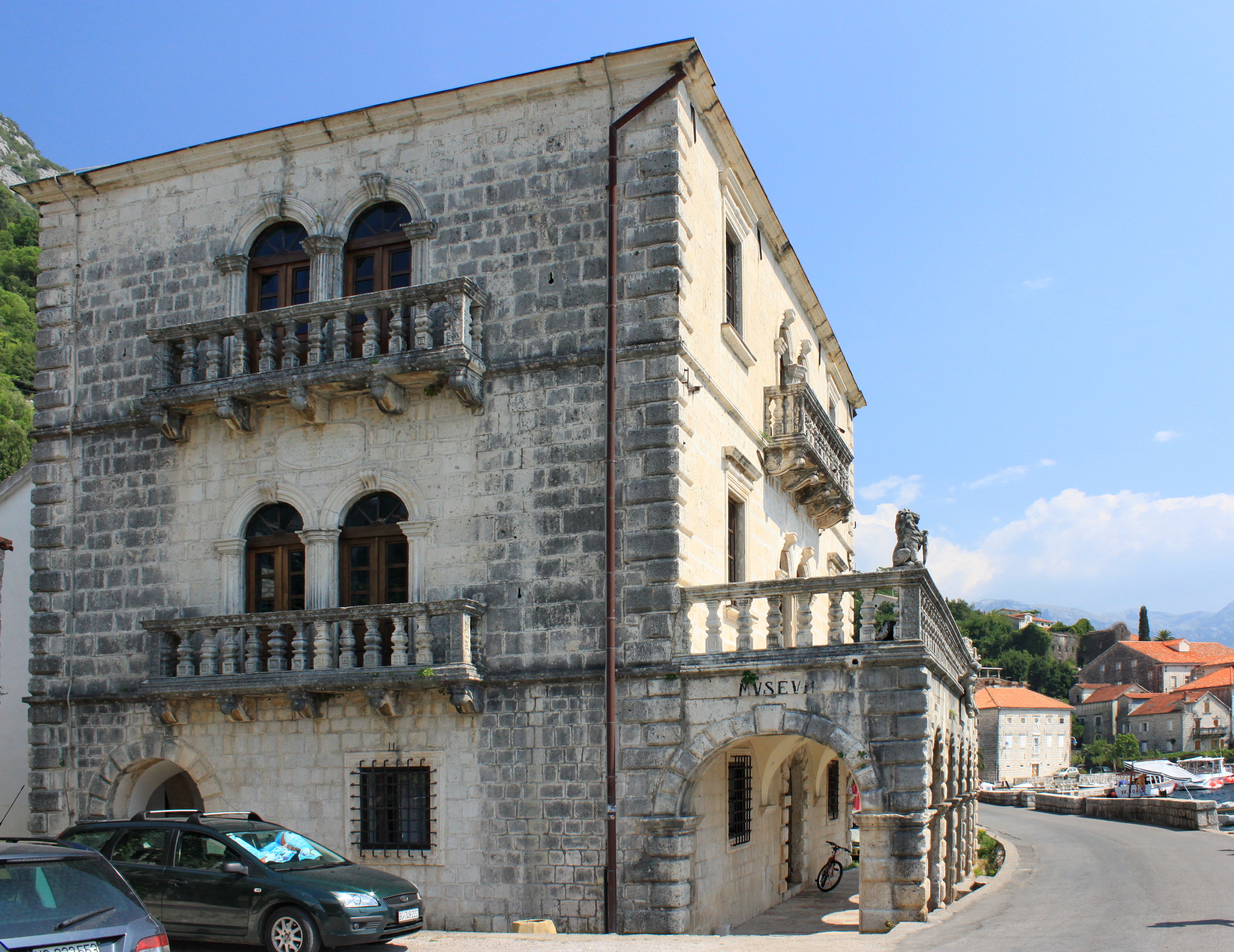
Pałac braci Bujović – obecnie Muzeum
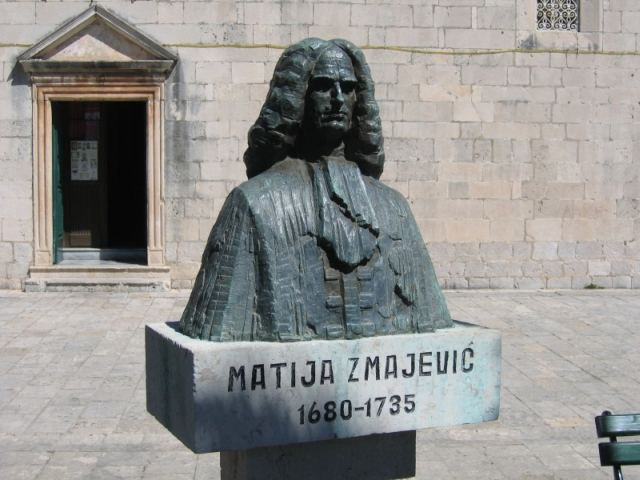
Matija Zmajević – pomnik